# Smarty Cat
«Розумний котик» (англ. Smarty Cat) — 95-й епізод мультсеріалу Том і Джеррі вийшов 14 жовтня 1955 року.

## Сюжет
Троє котів — Бутч, Топсі і Блискавичний — вилазять з-під паркану. Бутч посвистує Тому. Том бачить друзів і показує табличку, на якій написано «нікого немає вдома». Коти спочатку біжать, потім побачивши Спайка йдуть навшпиньках, і знову біжать. Бутч каже, що зняв фільм про дурних псів. Квартет котів збирається дивитися фільм, але перед цим викидає з дому Джеррі, який теж хоче разом з котами подивитися фільм.
Фільм починається. Називається він «Том — приголомшливий кіт». Частина перша під назвою «красень коханець». Події відбуваються в мультфільмі «Серенада кохання». Спайк переслідує Тома. Під час погоні він спочатку отримує цеглою по голові, потім Том б'є його головою об землю. Бутч сміється. Але знову бачить Джеррі (який під час перегляду першої частини встиг приєднатися до котів) і знову коти викидають його з дому.
Квартет починає дивитися другу частину, яка називається «дурний пес». Події, що відбуваються в мультфільмі «Котяча рибалка». Момент, коли Том хотів тихо пройти повз Спайка. Але той все ж розбудив його. В результаті Том ховається за Спайком. І Спайк кидає погляд на Тома. Але той встигає встати на край вудки. Спайк не розуміє що було. Бутч каже « Ось це він і є. Той самий дурний пес» І знову коти бачать Джеррі (на цей раз дивиться фільм з-під поштового слота) і хочуть його в черговий раз викинути, але Джеррі встигає втекти з дому.
Розлючений Джеррі штовхає Спайка до вікна і тримає його. Спайк прокидається і починає дивитися третю частину, яка називається «повідець для всіх собак». Події з мультфільму «Готовий бути пов'язаним», коли був прийнятий закон, про те що всі собаки будуть триматися на прив'язі. Дізнавшись про це, Том пішов до Спайка і почав всіляко знущатися над ним. В результаті Спайк знову зазнав поразки в цій частині.
Всі коти сміються. «Круглий дурень — цей пес» — каже Бутч і приєднується до сміху. Сам Спайк з'являється за Бутчем і сердито дивиться на нього. Бутч дивиться на Спайка (він спочатку не знає, що це Спайк) і каже: «Дісталося Спайку» і починає безглуздо зображати собачий гавкіт. Але потім його імітований гавкіт починає зникати, оскільки він розуміє, хто перед ним стоїть. В результаті весь котячий квартет змушений тікати від Спайка. А Джеррі знімає погоню на камеру, з об'єктива якої з'являється слово «The End» (Кінець).

### Флешбеки
У цьому мультфільмі були використані флешбеки з серій:
- «Серенада кохання»
- «Котяча рибалка»
- «Готовий бути пов'язаним»